# Karl Schenkl

Karl Schenkl

Karl Schenkl (* 11. Dezember 1827 in Brünn; † 20. September 1900 in Graz) war ein österreichischer klassischer Philologe.

## Leben und Werk
Schenkl studierte von 1845 bis 1849 klassische Philologie und Rechtswissenschaft an der Universität Wien. Nach dem Staatsexamen war er ab 1850 Lehrer an mehreren Gymnasien, bevor er 1858 zum ordentlichen Professor für klassische Philologie nach Innsbruck berufen wurde. Dort errichtete er ab 1860 das Philologische Institut. 1863 wechselte er nach Graz, wo er noch im selben Jahr die Einrichtung eines Philologischen Seminars erreichte und zum korrespondierenden Mitglied der Kaiserlichen Akademie der Wissenschaften in Wien gewählt wurde, 1868 zum wirklichen Mitglied. Schenkl war 1869–70 Rektor der Universität Graz. 1870 wurde er Mitglied der Gymnasialreformkommission. 1875 folgte er einem Ruf an die Universität Wien (als Nachfolger von Johannes Vahlen), wo er bis zu seiner Emeritierung 1899 wirkte.
Schenkl war 1885 Mitbegründer und zuletzt Präsident des Vereins „Eranos Vindobonensis“ und Herausgeber mehrerer Fachzeitschriften. So gründete er 1879 mit Wilhelm von Hartel die Wiener Studien und war Herausgeber der Reihe Bibliotheca scriptorum Graecorum et Romanorum. Schenkl beschäftigte sich mit der Edition lateinischer Kirchenväter im Rahmen des Projekts Corpus scriptorum ecclesiasticorum latinorum (CSEL). Außerdem veröffentlichte Schenkl bedeutende Werke für den österreichischen Schulunterricht. Sein „Griechisches Elementarbuch“ (1852) wurde 70 Jahre lang an den österreichischen Schulen verwendet.
Karl Schenkl war der Vater des Philologen Heinrich Schenkl. Er starb am 20. September 1900 im Alter von 72 Jahren in Graz.

## Gedenken

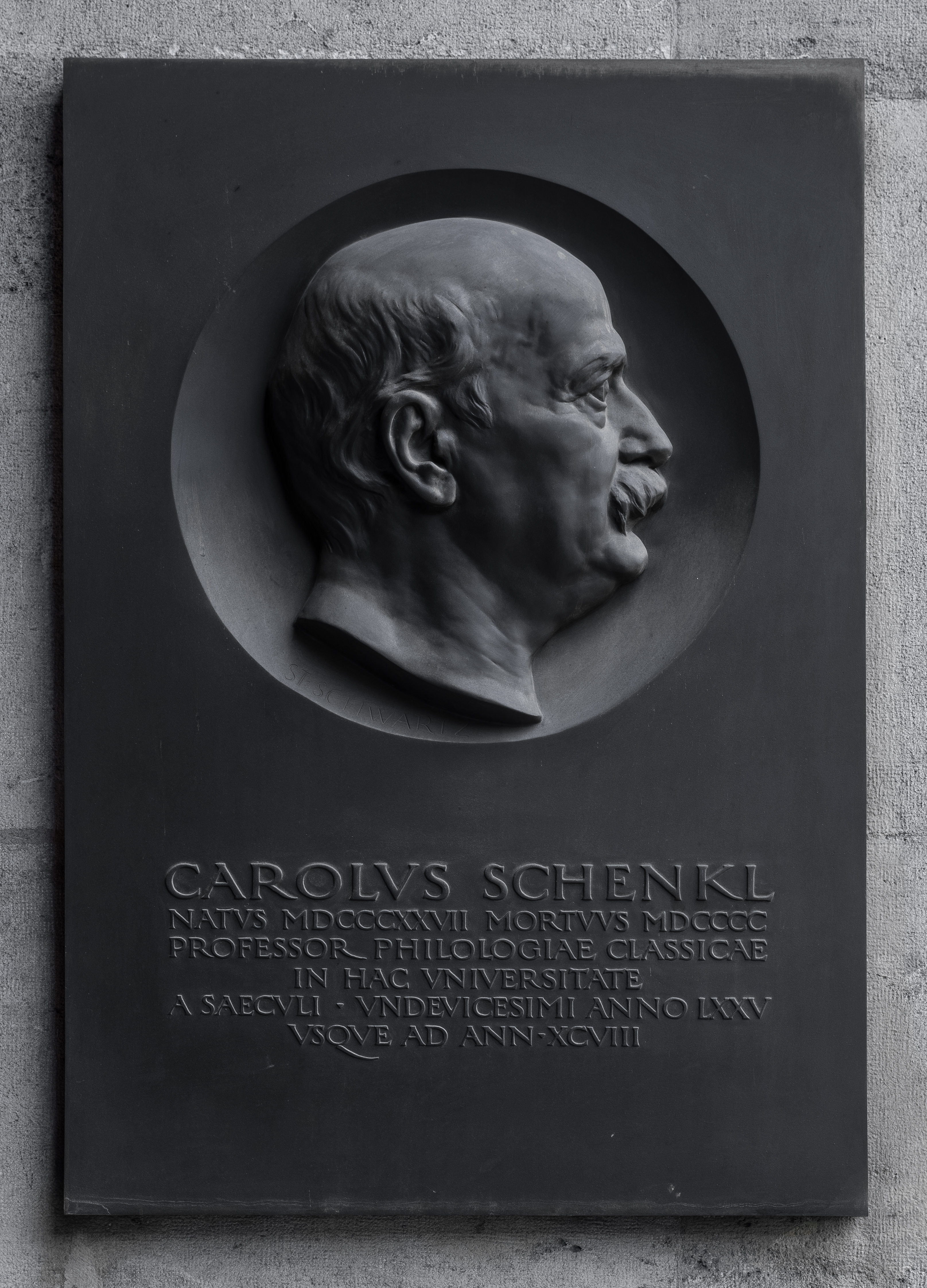
Denkmal für Schenkl im Arkadenhof der Universität Wien

Im Arkadenhof der Universität Wien wurde im Jahr 1919 ein Denkmal für Karl Schenkl enthüllt, das der Bildhauer und Medailleur Stefan Schwartz geschaffen hatte. Es handelt sich um ein Basrelief in Bronze mit einer Beschriftung in lateinischer Sprache.